# Hod Stuart
William Hodgson »Hod« Stuart, kanadski profesionalni hokejist in občasni igralec kanadskega nogometa, * 20. februar 1879, Ottawa, Ontario, Kanada, † 23. junij 1907, Belleville, Ontario, Kanada.
Stuart je nekdanji kanadski profesionalni hokejski branilec, ki je v svoji karieri odigral devet sezon za več klubov v različnih ligah. Krajši čas je igral tudi za Ottawa Rough Riderse, klub kanadskega nogometa. Skupaj z bratom Brucom je igral v profesionalni hokejski ligi IPHL, kjer se je uveljavil kot eden najboljših hokejistov.
Ogorčen zaradi nasilja v ligi IPHL, je ob koncu leta 1906 ligo zapustil in se vrnil v Kanado, kjer je leta 1906 pomagal Montreal Wanderersom do osvojitve Stanleyjevega pokala. Dva meseca za tem se je smrtno ponesrečil ob skoku v vodo. ECAHA je za zbiranje denarja za vdovo in otroka priredila tekmo vseh zvezd, prvo tovrstno tekmo v športu. Okoli 3.800 gledalcev se je 2. januarja 1908 udeležilo Spominske tekme Hoda Stuarta v Montrealu. Časopis Montreal Herald jo je opisal kot »edinstveno v zgodovini hokeja v Montrealu, če ne kar v celotni Kanadi«.
V obdobju, ko so branilci ostajali v svoji obrambni tretjini, je Stuart zaslovel po sposobnosti doseganja golov, kljub vlogi branilca, in mirnosti na tekmah, ki so se sprevrgle v nasilje. Nastopal je za zmanjšanje nasilja na tekmah in povišanje plač hokejistov. Leta 1945 je bil kot eden izmed prve deveterice hokejistov sprejet v Hram slavnih NHL, ob njegovi ustanovitvi. Leta 1961 se mu je pridružil tudi brat Bruce.

## Zasebno življenje
Stuart se je rodil v Ottawi kot najstarejši sin Williama Stuarta in Rachel Hodgson. Imel je dva brata, Alexa in Bruca, ter sestri, Jessie in Lottio. Že v mladosti se je ukvarjal s športom. Oče je bil dober igralec curlinga, nekaj časa je igral za klub Ottawa Curling Club, Hod in Bruce pa sta od mladih let igrala hokej, pogosto v isti ekipi. Stuart je igral tudi ragbi in kanadski nogomet, krajši čas tudi za lokalni profesionalni klub Ottawa Rough Riders.
Ob karieri hokejista je Stuart delal kot zidar, kasneje pa tudi z očetom v gradbeništvu. Znan je bil kot tiha oseba, ki za razliko od športnikov tistega časa ni želel javno govoriti o svojih športnih uspehih, le s prijatelji. Z Loughlin iz Quebeca sta se poročila okoli leta 1903 in imela dva otroka.

## Hokejska kariera
Stuart je prvič zaigral v članskem klubu v sezoni 1895/96, ko je igral za Rat Portage Thistlese iz severozahodnega Ontaria. Pred sezono 1899 je prestopil v Ottawa Hockey Club v ligi CAHL. V klubu je ostal tudi v sezoni 1900, ko je bil klubski kapetan. Preko očetovih poslovnih povezav je leta 1900 dobil službo v Quebecu, kjer se je pridružil klubu Quebec Bulldogs, prav tako v ligi CAHL. V sledečih dveh sezonah je dosegel sedem golov na petnajstih tekmah.
Leta 1902 je Stuart podpisal za Pittsburgh Bankerse iz lige WPHL. Dogovor je izpodbijal klub Pittsburgh Victorias, ki si ga je prav tako lastil. Pravni spor so dobili Bankersi in obdržali Stuarta, sledečega leta pa pripeljali še Bruca. Stuartu so ponudili plačo 15 do 20 $ na teden, ob plači za službo v Pittsburghu. Dosegel je sedem golov in osem podaj ter bil imenovan za najboljšega branilca lige WPHL v sezoni 1903.
Po sezoni v Pittsburghu je Stuart prestopil v Portage Lakes Hockey Club iz severnega Michigana, za katerega je v sezoni 1903/04 odigral štirinajst prijateljskih tekem, na katerih je bil s trinajstimi goli četrti klubski strelec. Z ustanovitvijo lige IPHL je Stuart zapustil Michigan in prestopil v Calumet Minerse, kjer je prevzel tudi vlogi trenerja in športnega direktorja, s plačo 1.800 $. Za Calumete je dosegel osemnajst golov v sezoni 1904/05 ter pomagal klubu do osvojitve naslova lige, imenovan je bil tudi za najboljšega branilca lige.
11. decembra 1905, pred začetkom sezone 1905/06, je bil s strani lige suspendiran, ker so se nekateri zahodni klubu pritožili, da je osvojil preveč naslovov in je preveč grob za ligo. 30. decembra ga je liga pomilostila in zaigral je za Pittsburgh Professionalse. Po koncu sezone Professionalsov je za Calumete zaigral na eni tekmi za naslov prvaka lige, toda zmagal je Portage Lakes Hockey Club. Ponovno je bil imenovan za najboljšega branilca lige, dosegel je enajst golov. Kot visok hokejist s tekočim načinom drsanja, velja za najboljšega branilca svoje ere zaradi izstopajoče igre tako v obrambi, kot tudi v napadu.
Klubi lige IPHL so vabili hokejiste v ZDA za višje plače, zato so bili kanadski klubu prisiljeni povišati plače svojim hokejistom, da bi jih zadržali. Stuart, ki ni bil zadovoljen z igranjem v Pittsburghu zaradi nasilja na tekmah, je od Dickieja Boona izvedel, da mu aktualni zmagovalci Stanleyjevega pokala Montreal Wanderersi iz lige ECAHA v primeru prestopa ponujajo najvišjo plačo v klubu. 13. decembra 1906 je Stuart objavil pismo v reviji Montreal Star, kjer je opisal svoje nestrinjanje z ligo IPHL. Največji poudarek je dal na sojenje, saj »da tukaj ne znajo voditi hokeja, imenujejo najbolj neumne in nesposobne sodnike, kar se jih da najti«. Decembra 1906 Pittsburgh ni želel odigrati tekme proti klubu Michigan Soo, ker se niso strinjali z izbiro sodnika. Čeprav se je to v ligi IPHL pogosto dogajalo, je vodstvo kluba verjelo, da je v ozadju bojkota stal Stuart, in ga razrešilo pogodbe s klubom. Nevezan na klub, je Stuart zaigral za Wandererse, kjer si je njegovo prvo tekmo ogledalo 6.069 gledalcev. Sodeloval je v izzivu Wanderersov za Stanleyjev pokal proti New Glasgow Cubs iz Nove Škotske 27. in 29. decembra 1906. Tako kot soigralci Riley Hern, Frank Glass, Moose Johnson in Jack Marshall je postal prvi profesionalni hokejist, ki se je potegoval za Stanleyjev pokal.

»Tu mi ne morejo ponuditi dovolj denarja, da bi pretrpel, kar se je dogajalo v ligi v prejšnji sezoni. Vsi so me vzeli na piko in nisem mogel dvigniti palice z ledu. To je dejstvo. Nikoli nisem dvignil palice, razen pri strelu, vso zimo in na nikogar nisem naletel s palico.«

Iz pisma objavljenega v Montreal Staru 13. decembra 1906 o ligi IPHL.
Stuart ni mogel ubežati nasilju v ligi ECAHA. 12. januarja 1907 so Wanderersi igrali proti Ottawa Hockey Clubu, tekmo so dobili s 4:2. Charles Spittal iz Ottawe je, kot so opisali časniki, »poskusil razbiti lobanjo Cecila Blachforda«, Alf Smith je udaril Stuarta »s palico po senceh, da je negibno obležal«, Harry Smith pa je s palico udaril  Ernesta Johnsona in mu zlomil nos. Stuart je bil za svoje ravnanje na tekmi pohvaljen, ker ni izgubil živcev, niti ni iskal maščevanja, čeprav je utrpel največ naletov. Na sestanku lige 18. januarja so Montreal Victoriasi predlagali suspenz Spittala in Alfa za preostanek sezone, toda predlog ni bil sprejet in predsednik lige Fred McRobie je odstopil. Ko so hokejisti Ottawe naslednjič gostovali v Montrealu, je policija aretirala Spittala, Alfa in Harryja. Alf in Harry sta prejela po 20 $ kazni, Harry pa je bil oproščen. Kljub nadaljevanju nasilja je Stuart pomagal Wanderersom do sezone brez poraza. Nato so sprejeli izziv Kenora Thistlesov za Stanleyjev pokal. Thistlesi so januarja zmagali v seriji, toda marca so si v povratni seriji Wanderersi priborili pokal nazaj. Stuart je nastopil v obeh serijah, čeprav ni dosegel gola, je ocenil prvo tekmo serije kot najboljšo v svoji karieri, kljub igranju z zlomljenim prstom na roki. Stuart je veljal za najboljšega hokejista Wanderersov in je znal igrati na kateremkoli igralnem položaju, to znanje pa je prenašal tudi na soigralce.

## Smrt
Naveličan stalnega nasilja je Stuart po osvojitvi Stanleyjevega pokala leta 1907 končal svojo kariero in delal z očetom v gradbeništvu. Službeno je bil poslan v Belleville, da bi nadziral izgradnjo tamkajšnjega vojaškega objekta za eno od očetovih strank. V času bivanja v Bellevillu je dobival ponudbe za pridružitev novoustanovljenem klubu. Želeli so, da bi zasedel mesto športnega direktorja, podobno ponudbo je dobil tudi iz Peterborougha, kjer bi prejel enako visoko plačo kot direktor železnic. 23. junija 1907 popoldne se je Stuart s prijatelji odpeljal v bližnji zaliv Bay of Quinte na plavanje. Odplaval je do bližnjega svetilnika, kilometer od skupine, kjer je splezal na pomol in skočil v plitko vodo. Pri tem je z glavo zadel ob razbrazdane skale, pri čemer je utrpel razbito glavo in zlom vratu. V trenutku je bil mrtev. Njegovo truplo so prepeljali v Ottawo, kjer so ga po pogrebu v družinski hiši pokopali na pokopališču Beechwood.

## Tekma vseh zvezd
ECAHA je za zbiranje denarja za vdovo in otroka priredila tekmo vseh zvezd, prvo tovrstno tekmo v športu. Okoli 3.800 gledalcev se je 2. januarja 1908 udeležilo Spominske tekme Hoda Stuarta v Montrealu, vstopnice so bile razprodane več dni pred tekmo. Časopis Montreal Herald jo je opisal kot »edinstveno v zgodovini hokeja v Montrealu, če ne kar v celotni Kanadi«. Montreal Wanderersi, nekdanji Stuartov klub, se je pomeril z najboljšimi hokejisti iz drugih klubov lige ECAHA. Westmount Arena je tekmo gostila brezplačno, ves izkupiček od tekme je šel Stuartovi družini, skupno 2.100 $. Dve vstopnici sta bili podeljeni na podlagi nagradne igre, v kateri so morali sodelujoči po pošti sporočiti, kdo bi moral nastopiti v moštvu zvezd. Bolje uigrani Wanderersi so po polovici tekme vodili s 7:1 proti moštvu zvezd, ki je prvič igralo skupaj. V drugi polovici so zaigrali bolje, vseeno pa so Wanderersi zmagali z 10:7.

### Postava
| Wanderersi (10) | Položaj     | Ekipa zvezd (7)           |
| --------------- | ----------- | ------------------------- |
| Riley Hern      | Vratar      | Percy LeSueur (Ottawa)    |
| Art Ross        | Point       | Rod Kennedy (Victorias)   |
| Walter Smaill   | Branilec    | Frank Patrick (Victorias) |
| Frank Glass     | Rover       | Joe Power (Quebec)        |
| Ernie Russell   | Center      | Grover Sargent (Montreal) |
| Cecil Blachford | Desno krilo | Eddie Hogan (Quebec)      |
| Ernie Johnson   | Levo krilo  | Jack Marshall (Shamrocks) |

## Pregled kariere
Odebeljeno - reprezentančni nastopi, glej tudi Statistika pri hokeju na ledu.
| Moštvo                   | Liga             | Sezona |    | Redni del | Redni del | Redni del | Redni del | Redni del | Redni del |   | Končnica | Končnica | Končnica | Končnica | Končnica | Končnica |
| ------------------------ | ---------------- | ------ | -- | --------- | --------- | --------- | --------- | --------- | --------- | - | -------- | -------- | -------- | -------- | -------- | -------- |
| Moštvo                   | Liga             | Sezona | OT | G         | P         | T         | +/-       | KM        | OT        | G | P        | T        | +/-      | KM       |          |          |
| Ottawa Hockey Club       | CAHL             | 98/99  |    | 3         | 1         | 0         | 1         |           |           |   |          |          |          |          |          |          |
| Ottawa Hockey Club       | CAHL             | 99/00  |    | 7         | 5         | 0         | 5         |           |           |   |          |          |          |          |          |          |
| Quebec Bulldogs          | CAHL             | 00/01  |    | 7         | 2         | 0         | 2         |           |           |   |          |          |          |          |          |          |
| Quebec Bulldogs          | CAHL             | 01/02  |    | 8         | 5         | 0         | 5         |           |           |   |          |          |          |          |          |          |
| Pittsburgh Bankers       | WPHL             | 02/03  |    | 13        | 7         | 8         | 15        |           | 29        |   | 4        | 1        | 2        | 3        |          | 2        |
| Houghton-Portage Lakes   | Ekshib.          | 03/04  |    | 14        | 13        | 0         | 13        |           | 23        |   | 9        | 4        | 0        | 4        |          | 12       |
| Houghton-Portage Lakes   | W-S              | 03/04  |    | 2         | 0         | 0         | 0         |           | 0         |   |          |          |          |          |          |          |
| Calumet Miners           | IPHL             | 04/05  |    | 22        | 18        | 0         | 18        |           | 19        |   |          |          |          |          |          |          |
| Pittsburgh Professionals | IPHL             | 05/06  |    | 20        | 11        | 0         | 11        |           | 50        |   |          |          |          |          |          |          |
| Calumet Miners           | IPHL             | 05/06  |    | 1         | 0         | 0         | 0         |           | 0         |   |          |          |          |          |          |          |
| Pittsburgh Professionals | IPHL             | 06/07  |    | 4         | 1         | 3         | 4         |           | 19        |   |          |          |          |          |          |          |
| Montreal Wanderers       | ECAHA            | 06/07  |    | 8         | 3         | 0         | 3         |           | 21        |   |          |          |          |          |          |          |
| Montreal Wanderers       | Stanleyjev pokal | 06/07  |    |           |           |           |           |           |           |   | 4        | 0        | 0        | 0        |          | 8        |
| Skupaj                   |                  |        |    | 109       | 66        | 11        | 77        |           | 161       |   | 17       | 5        | 2        | 7        |          | 22       |